# Frenship
Frenship (estilo FRENSHIP) é uma dupla americana de música electrónica, composta por James Sunderland e Brett Hite. Eles são conhecidos pelo seu single Capsize.

## Carreira
Sunderland e Hite conheceram-se enquanto trabalhavam na loja de fitness Lululemon e tornaram-se fãs de cada música que cada um fazia; isso levou-os a criar música juntos. A dupla lançou a primeira música "Facas" SoundCloud, e foi produzida juntamente com o produtor norueguês Matoma. A faixa ganhou popularidade online, o que levou a dupla a fazer a carregar uma segunda faixa, "Nowhere", seguido por "Carpet".
Em junho de 2016, a dupla lançou "Capsize", uma colaboração com o cantor e compositor Emily Warren, sucesso em vários países. A canção também alcançou o número um no Hype Machine, e ultrapassou os 200 milhões de streams no Spotify. Frenship lançu o seu EP de estreia, Truce, em setembro de 2016 pela Columbia Records.

## Discografia

### EPs
| Título | Detalhes                                                                                           |
| ------ | -------------------------------------------------------------------------------------------------- |
| Truce  | Inserir parágrafo - Lançado em: setembro de 2016 - Gravadora: Columbia - Formato: Download digital |

### Singles
| Título                                                                    | Ano  | Posições | Posições | Posições | Posições | Posições | Posições | Posições | Posições    | Posições | Álbum  |
| Título                                                                    | Ano  | AUS      | BEL (WA) | PODE     | GER      | IRE      | NZ       | NEM      | Reino UNIDO | EUA      | Álbum  |
| ------------------------------------------------------------------------- | ---- | -------- | -------- | -------- | -------- | -------- | -------- | -------- | ----------- | -------- | ------ |
| "Kids"                                                                    | 2013 | —        | —        | —        | —        | —        | —        | —        | —           | —        |        |
| "Morrison"                                                                | 2014 | —        | —        | —        | —        | —        | —        | —        | —           | —        |        |
| "Knives" (com Matoma)                                                     | 2015 | —        | —        | —        | —        | —        | —        | —        | —           | —        |        |
| "Nowhere"                                                                 | 2015 | —        | —        | —        | —        | —        | —        | —        | —           | —        |        |
| "Capsize" (com Emily Warren)                                              | 2016 | 52       | 11       | 56       | 45       | 25       | 40       | 11       | 59          | 93       | Trégua |
| "—" denota uma gravação que não gráfico ou não foi lançado no território. |      |          |          |          |          |          |          |          |             |          |        |